# Második aranyozott kor
A második aranyozott kor vagy új aranyozott kor az Amerikai Egyesült Államok történelmének egy javasolt időszaka, amely állítólag az 1980-as és 2010-es évek között kezdődött és a mai napig tart. A második aranyozott kor elnevezés onnan ered, hogy hasonlít az 1870-es és 1890-es évek első aranyozott korára, amely időszakot a laissez-faire kapitalizmus, a politikai korrupció és a vagyoni egyenlőtlenség jellemezte. A történészek nem értenek egyet abban, hogy pontosan melyik időszakot kell a második aranyozott kornak tekinteni, míg mások azt állítják, hogy ilyen időszak nem is létezik.
Azok, akik szerint az Amerikai Egyesült Államok a második aranyozott korban van, azt állítják, hogy ez a neoliberális politikák bevezetésével, az 1980-as évek junk bond-botrányával, az 1990-es évek dotkomlufijával, a 2000-es évek fedezett adósságkötelezettségeivel vagy a 2010-es évek 1 százalékával kezdődött. Ezek a javaslatok nagyjából egyetértenek abban, hogy a vagyoni egyenlőtlenség és a politikai korrupció ugyanolyan elterjedt, mint az első aranyozott korban. Mások szerint a etnikai viszonyok és a polgárjogok összehasonlítása sokkal nyilvánvalóbb.
Más szerzők viszont vitatják ezt a jellemzést, azzal érvelve, hogy az első aranyozott korral való hasonlóságok csupán felszínesek. Ezek a szerzők azt állítják, hogy a második aranyozott kor alapvető okai eltérnek az első aranyozott kortól, ezért az alapvető megoldásoknak is eltérőeknek kell lenniük.

## Okok
A közgazdászok és a történészek gyakran a részvényesek elsőbbségét említik a második aranyozott kor egyik fő tényezőjeként. A részvényesek elsőbbségét azért kritizálják, mert a vállalatok tulajdonosainak igényeit a munkavállalók igényei elé helyezi.

## Összehasonlítások

### Közgazdaságtan
A második aranyozott korban nőtt a vagyoni egyenlőtlenség, részben a nagy recesszió, részben pedig a Reagan-korszakból eredő dereguláció miatt. Henry Giroux szerint az Egyesült Államok a neoliberális politika és a kortárs piaci fundamentalizmus bevezetésének eredményeként egy „elődjénél még barbárabb és antidemokratikusabb” második aranykorba lépett.
Sok szerző összehasonlítja az aranyozott kor olyan figuráinak obszcén vagyonát, mint William Randolph Hearst, és a második aranyozott kor olyan figuráinak, mint Elon Musk, akik mindketten médiabirodalmak irányítását vették át, hogy politikai céljaikat érvényesítsék. Míg Hearst újságokat vett át, Musk a korábban Twitter néven ismert platformot vette át. Hearstot és Muskot egyaránt kritizálták azért, hogy újonnan megszerzett birodalmukat félrevezető információk és antiszemitizmus terjesztésére használták.

### Politikai
Az aranyozott kor a politikai korrupció virágzásának ideje volt, és sok szerző a mai korrupcióhoz hasonlítja. A „bailout milliárdosokat” azzal vádolják, hogy politikusokat vásárolnak, sötét pénzeket és szuper PAC-eket használnak a választások megvásárlására.
Búcsúbeszédében Joe Biden amerikai elnök arra figyelmeztetett, hogy a kialakulóban lévő amerikai oligarchia és a technológiai-ipari komplexum kockázatot jelent Amerikára nézve, amit a Politico úgy írt le, hogy „Roosevelt szavait visszhangozva a új disztópikus aranykor „rablóbáróit” nevezte meg”. Ezek a megjegyzések több technológiai milliárdosra vonatkoztak, akik nagy összegű adományokat tettek Donald Trump 2024-es elnöki kampányához és második beiktatásához. Emellett a „The Magnificent Seven” (A csodálatos hét) hét technológiai vállalat részvényeinek árfolyamának emelkedése is közrejátszott, amelyek együttes értéke 2024-ben 46%-kal emelkedett, jelentősen meghaladva az S&P 500 részvényindexet.

#### Polgári jogok
Egyes szerzők rámutattak a rekonstrukciós korszak utáni polgári jogok elvesztése és a modernkori polgári jogok megfosztása közötti hasonlóságokra. A Legfelsőbb Bíróság 1883-ban hatályon kívül helyezte az 1866-os polgári jogi törvényt, ahogyan 2013-ban az 1965-ös választójogi törvényt is, mindkét esetben hozzájárulva az afroamerikaiak választójogának megvonásához. Bár Jim Crow jogi diszkriminációját hatályon kívül helyezték, a mai napig a de facto rasszista büntető igazságszolgáltatási rendszer továbbra is figyelmen kívül hagyja vagy lehetővé teszi a rendőrség rasszista diszkriminációját.
Az idegengyűlölet továbbra is jogi védelmet élvezett az első aranyozott korban, végül 1882-ben a kínai kizárási törvényben csúcsosodott ki, amely teljes mértékben megtiltotta a bevándorlást Kelet- és Dél-Ázsia nagy részéből, amíg a polgárjogi korszakban meg nem szüntették. Ezt a megközelítést összehasonlították Obama, Trump és Biden korszakának bevándorlási politikájával az Egyesült Államok–Mexikó határon, például a „Maradjon Mexikóban” programmal. Trump továbbá bevezette az utazási tilalmat 15 országból, amíg Biden vissza nem vonta azokat.

### A közvélemény reakciója
A The New Hampshire Gazette szerint a közvélemény radikálisabb elemeinek reakciója az első aranyozott kor túlkapásaira hasonló ahhoz, ami a második aranyozott korban Brian Thompson meggyilkolásával jelent meg, különösen az anarchista cselekvéspropaganda hagyományához.
Ezzel szemben a munkaügyi történész Steve Fraser 2015-ös könyvében, The Age of Acquiescence (A beletörődés kora) című művében hangsúlyozta, hogy a második aranyozott korban jelentősen csökkent a politikai ellenállás. A The New York Times Fraser könyvéről írt recenziójában Naomi Klein összefoglalja a szerző tézisét:

„Szerinte az első aranyozott korral szembeni ellenállást az táplálta, hogy sok amerikai még frissen emlékezett egy másikfajta gazdasági rendszerre, akár Amerikában, akár Európában. Az ellenállás élvonalában sokan aktívan küzdöttek egy életmód védelméért, legyen az a ragadozó hitelezők által elvett családi gazdaság vagy az ipari kapitalizmus által felszámolt kisipari vállalkozások. Mivel ismertek valami mást, mint a szomorú jelenüket, képesek voltak elképzelni – és harcolni – egy radikálisan jobb jövőért. Ez a képzelőerő hiányzik a második aranyozott korunkból.”

## Vita és diskurzus
Egyes szerzők szerint a második aranyozott kor elnevezése téves, és ezek az összehasonlítások alaptalanok vagy csak felszínesek.
Az első aranyozott kor egybeesett Amerika második ipari forradalmával, amikor Amerika a kőszén használatáról áttért az kőolajra, nagyrészt olyan iparmágnások erőfeszítéseinek köszönhetően, mint John D. Rockefeller és Henry Ford. Egyes szerzők szerint a második aranyozott kor továbbra is a deindustrializáció korszaka, mivel a munkásosztály bére továbbra is csökken, és a munkavállalók a gig-gazdaság felé fordulnak.
Julie Greene történész szerint bár az első aranyozott kor és a második aranyozott kor „bizonyos fontos jellemzőket megosztanak, ezek mégis mélyen különböző történelmi pillanatok”. Szerinte míg az első aranyozott korban komoly kísérletek történtek a kor új ipari kapitalizmusának legsúlyosabb túlkapásainak enyhítésére, a második aranyozott korban szinte pontosan az ellenkezője történt, „mivel a kapitalisták és ideológiai és politikai támogatóik arra törekedtek, hogy megnézzék, meddig mehetnek el a vállalati és tulajdonjogok vitathatatlan hegemóniájának biztosítása érdekében”. Ezt több tényezőnek tulajdonítja, többek között az 1970-es években kezdődött neoliberális korszaknak, a Szovjetunió összeomlásának és Kína gazdasági liberalizációja felé történő elmozdulásának. Greene szerint a szovjet összeomlás és a kínai liberalizáció a kapitalizmus két legnagyobb alternatívájának összeomlását jelentette. Ez pedig megkönnyítette a munkaadók számára, hogy eltüntessék az alapvető jogokat, mivel a munkavállalók már nem érezték, hogy valódi alternatíváik vannak. Végül arra a következtetésre jut, hogy „a humánusabb kapitalizmus felé vezető lassú emelkedés és az attól való gyors eltávolodás két nagyon különböző élményt jelent”.

## Fordítás
- Ez a szócikk részben vagy egészben  a   Second Gilded Age című angol Wikipédia-szócikk ezen változatának fordításán alapul.  Az eredeti cikk szerkesztőit annak laptörténete sorolja fel. Ez a jelzés csupán a megfogalmazás eredetét és a szerzői jogokat jelzi, nem szolgál a cikkben szereplő információk forrásmegjelöléseként.